# 25th & Commercial (Tranvía de San Diego)
La estación de 25th & Commercial o algunas veces llamada estación Cesar Chávez es una estación de la línea Naranja del Tranvía de San Diego, en California. La estación cuenta con dos vías y una plataforma lateral. Esta estación se distingue por tener varias obras de arte, como una escultura de piezas metálicas en forma de Don Quijote y un monumento a César Chávez

## Conexiones
- La estación no cuenta con ninguna conexión de buses.